# Powiat Sochaczewski
Der Powiat Sochaczewski ist ein Powiat (Kreis) in der polnischen Woiwodschaft Masowien. Der Powiat hat eine Fläche von 731,02 km², auf der 84.040 Einwohner leben (Stand 30. Juni 2010). Die Bevölkerungsdichte beträgt 114 Einwohner auf 1 km². (2004)

## Gemeinden
Der Powiat umfasst acht Gemeinden, davon eine Stadtgemeinde und sieben Landgemeinden.

### Stadtgemeinde
- Sochaczew

### Landgemeinden
- Brochów
- Iłów
- Młodzieszyn
- Nowa Sucha
- Rybno
- Sochaczew
- Teresin